# Мессінська конференція (1955)
Мессі́нська конфере́нція 1955 року (англ. Messina Conference) — конференція шести країн Європейської спільноти з вугілля та сталі (ЄСВС) у червні 1955 року, яка стала поворотним моментом в історії європейської інтеграції. Проходила у місті Мессіна в Італії, о. Сицилія.
Невдачі, які передували їй — провал ідеї про європейську оборонну спільноту, незадоволення діяльністю ЄСВС і несподівана відставка Жана Моне з посади голови Вищого органу ЄСВС — спонукали міністрів закордонних справ «Шістки» (Бельгія, Італія, Люксембург, Нідерланди, Німеччина та Франція) замислитись над майбутнім європейської інтеграції. Вони доручили Полю-Анрі Спааку, міністру закордонних справ Бельгії, створити комітет і підготувати пропозиції щодо створення спільного ринку і поширення інтеграції на атомну енергетику. Пропозиції звіту комітету Спаака («Звіт Спаака») лягли в основу Римських договорів про Європейську економічну спільноту та Європейську спільноту з атомної енергії, підписаних 1957 року. Відтоді в європейський лексикон увійшов вираз «нова Мессінська конференція» на позначення сподіваного прориву в поглибленні європейської інтеграції.